# Maravillas (novela)
Maravillas  (título original en inglés: Wonderstruck) es una novela juvenil escrita e ilustrada por Brian Selznick, fue publicada por la editorial Scholastic  el 13 de septiembre de 2011.
Para esta historia, Selznick recurre nuevamente su estilo narrativo de usar palabras e ilustraciones que  utilizó previamente en su obra La invención de Hugo Cabret  pero esta vez con la diferencia de que  el estilo escrito e ilustrado son separados  para  finalmente ser entrelazados.

## Argumento
La historia narra de manera paralela la vida de dos niños que viven en  diferentes épocas  y deben afrontar su dura situación de vivir con sordera.

### Ben
Ambientado en Gunflint Lake, Minnesota en 1977,  Ben  es un niño que padece de una sordera parcial  y  se ve obligado a vivir  con sus tíos y primos, después de que su madre Elaine, quien era la bibliotecaria de la ciudad, falleciera en un accidente automovilístico. Ben nunca conoció a su padre pero tiene la necesidad de averiguar quien era y para aclarar sus dudas decide investigar en su antigua casa,  donde encuentra  cartas de amor dedicadas a su madre cuyo remitente responde a nombre de Danny y un antiguo libro misterioso titulado Maravillas en el cual encuentra un separador que contiene un número telefónico y la dirección de una  librería ubicada en Nueva York. Convencido de  que Danny es su padre, Ben  decide hacer una llamada telefónica, sin embargo,  fuera de la cabaña empieza una tormenta provocando que un rayo caiga en su casa, dejando a Ben completamente sordo. A pesar de esa adversidad Ben decide emprender un viaje a Nueva York en busca de su padre biológico.

### Rose
Ambientada en Hoboken, Nueva Jersey, en 1927. Rose es una niña sorda que tiene la habilidad de hacer manualidades y  colecciona recortes de noticias relacionadas  con una famosa actriz del cine mudó, Lilian Mayhew. Sin embargo su relación distante con su padre y su vida solitaria e infeliz, obligan a Rose a huir de casa para emprender un viaje hacia Nueva York en búsqueda de la actriz (quien más adelante se revela que es su madre) para estar a su lado, pero la actitud  severa de Lilian Mayhew obligará a Rose a huir hacia el Museo Americano de Historia Natural a encontrar refugio, pero ahí es encontrada por su hermano, Walter.

## Adaptación cinematográfica
El 20 de octubre de 2017 se estrenó su adaptación cinematográfica Wonderstruck, dirigida por Todd Haynes y adaptada por el propio Selznick. La película cuenta con la participación de Oakes Fegley, Millicent Simmonds, Michelle Williams y Julianne Moore.